# 실증적 변증학
실증적 변증학(evidential apologetics)은 신이 존재한다는 것을 증명하기 위해 자연적인 이성을 사용하는 방법이다.  이것은 계시를 중심으로 하는 전제주의 변증학과 대조된다.
이 방법을 사용하는 자들은 게리 하버마스,  존 워윅 몽고메리, 클락 H. 피녹, 볼프하르트 판넨베르크 등이 있다.

## 같이 보기
- 증거주의
- 전제주의 변증학